# Cornelis Hiddingh
Cornelis Hiddingh (Kaapstad, 10 juni 1809 – Arnhem, 4 september 1871) was een Nederlands rijksambtenaar en advocaat. Vanaf 1861 was hij consul-generaal van de republiek Oranje Vrijstaat.

## Biografie
Hiddingh werd geboren in de Britse Kaapkolonie als zoon van Willem Hiddingh en Anna Margaretha van der Poel. Hij studeerde in Groningen, waar hij op 1 mei 1840 tot doctor in beide rechten promoveerde.
Hij begon zijn carrière als controleur van de rijksbelastingen. In juli 1855 vroeg Hiddingh verlof aan om zijn familie in Zuid-Afrika te bezoeken. Hij werd toen door Minister van Buitenlandse Zaken F.A. van Hall benoemd als buitengewoon gezant, om namens Willem III een brief te overhandigen aan de staatspresident J.P. Hoffman, waarin hij, zoals hem was gevraagd, een wapen en vlag aan de nieuw opgerichte republiek schonk. Nadat hij deze diplomatieke taak volbracht had, reisde Hiddingh in opdracht van de commissie ter behartiging van de godsdienstige belangen der Transvaalsche Republiek door naar de Zuid-Afrikaansche Republiek (Transvaal) waarvan hij verslag deed in Elpis, Algemeen Tijdschrift voor Zuid-Afrika.
In 1857 werd hij wethouder van de gemeente Assen. Later vestigde hij zich te Arnhem. Vanaf 1861 vertegenwoordigde hij de Oranje-Vrijstaat als consul-generaal. Die functie oefende hij tot zijn dood uit.

## Persoonlijk
Hiddingh trouwde op 11 Mei 1842 te Assen met Georgina Aleida Oosting, met wie hij zeven zoons en vijf dochters kreeg.